# اسپخون
اسپخون (به اسپانیایی: Espejón) یکی از دهستان های اسپانیا است که در سریا واقع شده‌است.

## خصوصیات
اسپخون ۲۱ کیلومترمربع مساحت و ۲۰۹ نفر جمعیت دارد.